# Liên đoàn Thương mại và Công nghiệp Việt Nam
Liên đoàn Thương mại và Công nghiệp Việt Nam (tên giao dịch tiếng Anh: Vietnam Chamber of Commerce and Industry, viết tắt là VCCI) là tổ chức quốc gia tập hợp và đại diện cho cộng đồng doanh nghiệp, chủ lao động và các hiệp hội doanh nghiệp ở Việt Nam.
Hoạt động của VCCI nhằm mục đích phát triển, bảo vệ và hỗ trợ các doanh nghiệp, góp phần phát triển kinh tế - xã hội Việt Nam, thúc đẩy các quan hệ hợp tác kinh tế, thương mại và khoa học - công nghệ giữa Việt Nam với các nước trên cơ sở bình đẳng và cùng có lợi; đây cũng là một tổ chức độc lập, phi chính phủ (NGO), phi lợi nhuận, có tư cách pháp nhân và tự chủ về tài chính.
Nghị quyết số 09-NQ/TW, ngày 9/12/2011 của Bộ Chính trị về xây dựng và phát huy vai trò của đội ngũ doanh nhân Việt Nam trong thời kỳ đẩy mạnh công nghiệp hóa, hiện đại hóa và hội nhập quốc tế đã xác định: "Phòng Thương mại và Công nghiệp Việt Nam với vai trò là một tổ chức chính trị - xã hội - nghề nghiệp vững mạnh của cộng đồng doanh nghiệp, các hiệp hội doanh nghiệp, đội ngũ doanh nhân và người sử dụng lao động ở Việt Nam".
Nghị quyết số 41-NQ/TW, ngày 10/10/2023 của Bộ Chính trị về xây dựng và phát huy vai trò của đội ngũ doanh nhân Việt Nam trong thời kỳ mới tiếp tục khẳng định: "Tiếp tục củng cố, kiện toàn tổ chức, đổi mới nội dung, phương thức, nâng cao chất lượng, hiệu quả hoạt động của Liên đoàn Thương mại và Công nghiệp Việt Nam, thực hiện tốt chức năng, nhiệm vụ là tổ chức chính trị - xã hội - nghề nghiệp đại diện cho quyền, lợi ích hợp pháp, chính đáng của doanh nhân, doanh nghiệp; phát triển hội viên, phát triển tổ chức ngày càng vững mạnh; là cầu nối vững chắc giữa Đảng với doanh nhân, góp phần cho sự nghiệp xây dựng và bảo vệ Tổ quốc".

## Chức năng
1. Đại diện để thúc đẩy và bảo vệ quyền lợi hợp pháp, chính đáng của cộng đồng doanh nghiệp và người sử dụng lao động ở Việt Nam trong các quan hệ trong nước và quốc tế
2. Thúc đẩy sự phát triển doanh nghiệp, doanh nhân, sự liên kết giữa các doanh nghiệp, hiệp hội doanh nghiệp, xúc tiến và hỗ trợ các hoạt động thương mại, đầu tư, hợp tác khoa học - công nghệ và các hoạt động kinh doanh khác của các doanh nghiệp ở Việt Nam và nước ngoài.[2]

## Nhiệm vụ
Các nhiệm vụ chủ yếu của VCCI là:
1. Nghiên cứu ý kiến của các doanh nghiệp để phản ánh, kiến nghị và tham mưu cho Nhà nước các vấn đề về pháp luật, chính sách kinh tế - xã hội nhằm cải thiện môi trường kinh doanh;
2. Tham gia xây dựng và thực hiện các chiến lược phát triển kinh tế - xã hội và hội nhập kinh tế quốc tế
3. Tổ chức các diễn đàn, đối thoại giữa doanh nghiệp với các cơ quan Nhà nước với đại diện người lao động và với các tổ chức hữu quan khác ở trong và ngoài nước để trao đổi thông tin về các vấn đề liên quan đến doanh nghiệp và môi trường kinh doanh;
4. Bảo vệ quyền lợi hợp pháp, chính đáng của doanh nghiệp trong các quan hệ kinh doanh trong nước và quốc tế;
5. Tuyên truyền, vận động các doanh nghiệp thực hiện nghiêm chỉnh pháp luật, nâng cao trách nhiệm xã hội, đạo đức và văn hóa kinh doanh, bảo vệ môi trường
6. Tập hợp và liên kết với các hiệp hội doanh nghiệp ở Việt Nam, hợp tác với các Phòng thương mại và công nghiệp, các tổ chức hữu quan khác ở nước ngoài
7. Xây dựng, quảng bá và nâng cao uy tín doanh nghiệp, doanh nhân, hàng hóa, dịch vụ của Việt Nam; thúc đẩy các dịch vụ hỗ trợ phát triển kinh doanh; hỗ trợ doanh nghiệp phát triển quan hệ kinh doanh và đầu tư ở trong và ngoài nước như: chắp mối và giới thiệu bạn hàng, cung cấp thông tin, hướng dẫn và tư vấn cho doanh nghiệp, tổ chức nghiên cứu, khảo sát thị trường, hội thảo, hội nghị, hội chợ, triển lãm, quảng cáo và các hoạt động xúc tiến khác;
8. Tổ chức đào tạo bằng những hình thức thích hợp để phát triển nguồn nhân lực cho các doanh nghiệp, giúp các doanh nhân nâng cao kiến thức, năng lực quản lý và kinh doanh;
9. Giúp đăng ký và bảo hộ quyền sở hữu trí tuệ và chuyển giao công nghệ ở Việt Nam và ở nước ngoài;
10. Cấp giấy chứng nhận xuất xứ cho hàng hoá xuất khẩu của Việt Nam và chứng thực các chứng từ cần thiết khác trong kinh doanh; xác nhận các trường hợp bất khả kháng;
11. Giúp các doanh nghiệp trong và ngoài nước giải quyết bất đồng, tranh chấp thông qua thương lượng, hoà giải hoặc trọng tài; phân bổ tổn thất chung khi có yêu cầu.[2]

## Cơ cấu tổ chức
- Đại hội Đồng VCCI
- Ban Thường trực VCCI:
  - Chủ tịch: Phạm Tấn Công [4]
  - Phó Chủ tịch: Hoàng Quang Phòng
  - Phó Chủ tịch: Nguyễn Quang Vinh
  - Phó Chủ tịch: Võ Tân Thành
  - Phó Chủ tịch: Bùi Trung Nghĩa
  - Phó Chủ tịch (không chuyên trách): Trần Bá Dương - Chủ tịch HĐQT Công ty Cổ phần Tập đoàn Trường Hải (THACO Group)
  - Tổng Thư ký: Trần Thị Lan Anh
  - Phó Tổng Thư ký: Đậu Anh Tuấn

### Chi nhánh, văn phòng đại diện
- Chi nhánh VCCI TP. Hồ Chí Minh
- Chi nhánh VCCI Đà Nẵng
- Chi nhánh VCCI Hải Phòng
- Chi nhánh VCCI Cần Thơ
- Chi nhánh VCCI Vũng Tàu
- Chi nhánh VCCI Thanh Hóa
- Chi nhánh VCCI Nghệ An
- VP đại diện VCCI Bình Thuận
- VP đại diện VCCI Khánh Hòa

### Đơn vị trực thuộc
- Văn phòng Doanh nghiệp vì sự Phát triển bền vững
- Viện Tin học doanh nghiệp (VCCI-ITB)
- Viện Phát triển doanh nghiệp
- Tạp chí Diễn đàn Doanh nghiệp
- Trung tâm Truyền thông và Thông tin Kinh tế (BIZIC)
- Trung tâm Truyền thông Tiềm năng Việt
- Trung tâm Văn hóa Doanh nhân
- Hội đồng Doanh nhân nữ Việt Nam
- Công ty TNHH MTV Dịch vụ và Thương mại VCCI
- Công ty TNHH MTV Dịch vụ kỹ thuật và Xuất nhập khẩu
- Công ty TNHH MTV Sở hữu trí tuệ VCCI
- Công ty TNHH Tổ chức triển lãm VCCI (VCCI EXPO)
- Trường Đào tạo Quản lý Doanh nghiệp (CBAM)
- Hội đồng doanh nhân và gia đình Việt Nam
- Trung tâm hỗ trợ doanh nghiệp nhỏ và vừa
- Trung tâm xác nhận chứng từ Thương mại
- Trung tâm WTO và Hội nhập[5]

### Tổ chức bên cạnh
- Trung tâm Trọng tài quốc tế Việt Nam